# Ornithodoros asperus
Ornithodoros asperus är en fästingart som beskrevs av Warburton 1918. Ornithodoros asperus ingår i släktet Ornithodoros och familjen mjuka fästingar. Inga underarter finns listade i Catalogue of Life.